# Muž, který spadl na Zemi
Muž, který spadl na Zemi (anglicky The Man Who Fell to Earth) je vědeckofantastický román amerického spisovatele Waltera S. Tevise vydaný v roce 1963. Příběh byl zfilmován.
V roce 1988 vyšel román slovensky v nakladatelství Smena jako antologie Planéta exilu společně se dvěma dalšími příběhy (Dvojníci v čase od Boba Shawa a Planéta exilu od Ursuly K. Le Guinové) pod názvem Muž, ktorý spadol na Zem.

## Námět
Jedná se o příběh mimozemšťana, který se pokouší na Zemi sehnat pomoc pro svou jadernými válkami zbídačenou planetu Antheu. Výměnou nabízí poznatky vlastní vědy. Naráží však na zášť a nenávist, přestává se v lidské společnosti orientovat, což jej dovede k alkoholu. Nakonec ztrácí i možnost návratu na vlastní planetu.

## Filmová adaptace
V roce 1976 román zfilmoval britský režisér Nicolas Roeg, který do hlavní role obsadil zpěváka Davida Bowieho. Film nese stejný název jako román – Muž, který spadl na Zemi (anglicky The Man Who Fell to Earth).